# Atlantis III: The New World
Atlantis III: The New World (conosciuto come Beyond Atlantis 2 in America del Nord) è una avventura grafica fantasy per PC e PlayStation 2, sviluppata dalla Cryo Interactive e pubblicata dalla Dreamcatcher Interactive nel 2001. Si tratta del terzo capitolo della serie di videogiochi iniziata nel 1997 con Atlantis: The Lost Tales. Si tratta anche dell'ultimo titolo della Cryo Interactive che sarà chiusa nel 2002 mentre la serie di Atlantis verrà rilevata dalla Dreamcatcher Interactive, che si occuperà della produzione dei titoli successivi della serie, a partire da Atlantis Evolution del 2004.